# 护国观音寺 (北京)
39°53′39″N 116°23′27″E / 39.894285°N 116.390755°E
护国观音寺，位于北京市西城区樱桃斜街4、6、8号，是一座汉传佛教寺院。

## 简介
护国观音寺建成时间应该不晚于明朝末年。清朝乾隆甲申年（1764年）重修。观音寺街（今大栅栏西街）因该寺得名。中华人民共和国成立后，作为民居，存留有部分大殿。2008年，在大栅栏西街改造中，被违章建筑遮挡60年的护国观音寺的门脸重新露出。2009年继续清除了门脸前面的违章建筑。2013年，护国观音寺修缮保护启动，清除了山门殿前的非文物建筑，建成157平方米的小广场。护国观音寺旧址由清华大学建筑学院规划，将建成大栅栏历史文化展览馆。